# Aeroportul Aratika
Aeroportul Aratika (IATA: RKA, ICAO: NTKK) este un aeroport din Franța ce deservește zona Aratika⁠(d). Aeroportul a fost tranzitat în 2022 de 3.061 de pasageri. A fost deschis în 4 noiembrie 2006.
Situat la o altitudine de 8 m, aeroportul dispune de o singură pistă.